# 周燮 (汉朝)
周燮（?—?），字彦祖，汝南郡安城县（今河南省正阳县东北）人。东汉经学家。决曹掾周燕的后裔。
周燮生下来鼻子下巴歪斜，相貌奇丑吓人。母亲想要抛弃他，其父不听，说：“我听说圣贤多有异貌。兴盛我宗族的，就是这个孩子。”于是把他养大。
他在小的时候，就知谦让；十岁就学，能通《诗经》、《论语》；长大后，专精《礼》、《易经》。不读非圣之书，不重视寒暄交往。住在先人在山冈边结草庐，下有陂田，常常耕作自给自足。不是自己耕渔，就不吃。乡党宗族很少能见到他。
周燮在汉安帝时举孝廉，贤良方正，特别征召，都以有病推辞。延光二年（124年），汉安帝以玄纁羔币征聘周燮和南阳馮良，二郡都派丞掾致礼。宗族劝他：“修德立行，就是为了国家。自先世以来，功勋宠信不断，你为什么守在东冈之陂？”周燮说：“我既不能隐居洞穴，追随绮季之迹，却不能远离父母之国，同流合污。修道之人，度时而动。动而不时，怎能通达！”自驾车至颍川郡阳城，派遣门生致谢，因病辞归。诏书告知汝南郡，每年以羊、酒养病。周燮年至七十余岁寿终。

## 延伸阅读
[在维基数据编辑]
 《後漢書·卷53》，出自范晔《後漢書》